# Рамазан байрам
Вижте пояснителната страница за други значения на Рамазан.
Рамазан байрамът (от турски: Ramazan bayramı, Рамазан байрамъ – Празник на Рамазан) или Празник на говеенето (на арабски: عيد الفطر, Ид (А'ид) ал-фитр), познат и като Шекер байрам (от Şeker Bayramı), е важен мюсюлмански празник в първите дни на месеца Шауал, отбелязващ завършилия свещен месец Рамазан на тежкия разширен пост, наричан също Рамазан или саум.
Религиозният празник е единственият ден, в който на мюсюлманите не е разрешено да постят. Празникът чества края на 29 или 30-дневния пост от изгрев до залез слънце по време на целия месец Рамазан. Официално се пада на първия ден от месеца шаууал от ислямския календар, но продължава още няколко дни, като в мюсюлманските страни се признават 2 – 4 дни за неработни.
Вярващите се поздравяват един друг с думите: „Ид мубарак!“ (Честит празник!)
В навечерието на празника се раздава зекят ал-фитр (милостиня, чийто размер се определя от Главното мюфтийство) и се коли агне или коза. Децата поздравяват своите родители и роднини и искат прошка от тях.

## История
Рамазан байрам води началото си от 624 г. от времето на мюсюлманския пророк Мохамед. Чества се на първия ден от месеца шаууал, след свещения месец рамазан, в който мюсюлманите постят.
За мюсюлманите както Рамазан байрам, така и Курбан байрам, са повод да покажат благодарността си към Аллах.

## Превръщане
Въпреки че датата на Рамазан байрам е фиксирана в ислямския календар, според Григорианския календар се пада приблизително 11 дни по-рано всяка следваща година, тъй като ислямският календар е лунен, а Григорианският – слънчев.
Мюсюлманските общности в чужбина следват датите, определени за родната си страна, а други следват местните дати на страната, в която пребивават.

## Начални дати
- 26 април 1990
- 16 април 1991
- 15 април 1992
- 25 март 1993
- 14 март 1994
- 3 март 1995
- 21 февруари 1996
- 9 февруари 1997
- 30 януари 1998
- 19 януари 1999
- 8 януари 2000
- 27 декември 2000
- 16 декември 2001
- 6 декември 2002
- 25 ноември 2003
- 14 ноември 2004
- 3 ноември 2005
- 24 октомври 2006
- 13 октомври 2007
- 1 октомври 2008
- 20 септември 2009
- 10 септември 2010
- 30 август 2011
- 19 август 2012
- 8 август 2013
- 28 юли 2014
- 17 юли 2015
- 6 юли 2016
- 25 юни 2017
- 15 юни 2018
- 5 юни 2019
- 24 май 2020
- 13 май 2021
- 2 май 2022 [4]
- 21 април 2023
- 10 април 2024
- 31 март 2025[1]
- 20 март 2026
- 10 март 2027
- 27 февруари 2028